# Norman Taurog
Norman Taurog (* 23. Februar 1899 in Chicago, Illinois; † 7. April 1981 in Rancho Mirage, Kalifornien) war ein US-amerikanischer Filmregisseur.

## Leben
Norman Taurog stand bereits im Kindesalter auf Theaterbühnen und trat zum ersten Mal 1912 in einem Stummfilm als Schauspieler in Erscheinung. Ab 1920 arbeitete Taurog bei Stummfilmen als Regisseur, meist bei Kurzfilm-Komödien mit Komikern wie Larry Semon. Bei vielen dieser schnell und günstig produzierten Komödien schrieb er auch am Drehbuch mit. 1928 drehte er mit dem Tonfilm-Musical Lucky Boy seinen ersten Langfilm. 1931 konnte er einen Oscar in der Kategorie Beste Regie für den Kinderfilm Skippy gewinnen. Er war der jüngste Regie-Preisträger der Oscar-Geschichte, bis er 2017 durch Damien Chazelle für La La Land abgelöst wurde. Hauptdarsteller von Skippy war Jackie Cooper, der zugleich Taurogs Neffe war. Obwohl er in vielen Filmgenres arbeitete, inszenierte Taurog in den folgenden Jahrzehnten vor allem Komödien, Familien- und Kinderfilme. Viele seiner Werke entwickelten sich zu Kassenerfolgen. Für Produzent David O. Selznick schuf Taurog beispielsweise 1938 die Mark-Twain-Verfilmung Toms Abenteuer in Technicolor, die bis heute als eine der besten Verfilmungen des Romanes gilt.
Ebenfalls 1938 inszenierte Taurog das Drama Teufelskerle mit Mickey Rooney und Spencer Tracy als Pfarrer, der von Kriminalität gefährdete Jungen von der Straße holt. Teufelskerle brachte Taurog eine weitere Oscar-Nominierung in der Kategorie Beste Regie. Außerdem war er der Regisseur von zahlreichen leichten Musicalkomödien wie Girl Crazy mit Judy Garland und Mickey Rooney, Broadway Melodie 1940 mit Fred Astaire sowie Hübsch, jung und verliebt mit Jane Powell. In den 1950er-Jahren schuf er einige der besten Komödien mit Jerry Lewis und Dean Martin. In den letzten Jahren seiner Karriere nahm die Qualität seiner Filme merklich ab, so war er in den 1960er Jahren Hausregisseur der Elvis-Presley-Filme. 1968 drehte er seine letzte Produktion. Insgesamt brachte er es in 48 Jahren als Regisseur zu über 180 Filmen.
Norman Taurog heiratete 1925 Julie Leonard, die Ehe mit einem Kind wurde 1943 geschieden. Von 1944 bis zu seinem Tode mit Susan Ream verheiratet. Der Regisseur, der in den letzten Jahren seines Lebens erblindete, verstarb 1981 im Alter von 82 Jahren. Ein Stern auf dem Hollywood Walk of Fame trägt seinen Namen.

## Filmografie (Auswahl)
- 1920: The Fly Cop
- 1920–1922: Verschiedene Larry-Semon-Komödien
- 1928: Lucky Boy
- 1930: Follow the Leader
- 1931: Skippy
- 1931: Newly Rich
- 1931: Huckleberry Finn
- 1931: Sooky
- 1932: The Phantom President
- 1932: Wenn ich eine Million hätte (If I Had a Million)
- 1933: Alles für das Kind (A Bedtime Story)
- 1934: Schiffbruch unter Palmen (We’re Not Dressing)
- 1935: The Big Broadcast of 1936
- 1936: Rhythm on the Range
- 1937: Fifty Roads to Town
- 1938: Toms Abenteuer (The Adventures of Tom Sawyer)
- 1938: Mad About Music
- 1938: Teufelskerle (Boys Town)
- 1939: Der Zauberer von Oz (The Wizard of Oz) nur kleine Segmente
- 1940: Broadway Melodie 1940 (Broadway Melody of 1940)
- 1940: Little Nellie Kelly
- 1940: Der junge Edison (Young Tom Edison)
- 1941: Das sind Kerle (Men of Boys Town)
- 1941: Rache ist süß (Design for Scandal)
- 1942: A Yank at Eton
- 1943: Bühne frei für Lily Mars (Presenting Lily Mars)
- 1943: Girl Crazy
- 1945: Broadway Melodie 1950 (Ziegfeld Follies) (Eingangssequenz)
- 1948: The Bride Goes Wild
- 1948: Words and Music
- 1949: Kuß um Mitternacht (That Midnight Kiss)
- 1950: Der Fischer von Louisiana (The Toast of New Orleans)
- 1950: Drei Männer für Alison (Please Believe Me)
- 1951: Hübsch, jung und verliebt (Rich Young and Pretty)
- 1951: Der Prügelknabe (The Stooge)
- 1952: Schrecken der Division (Jumping Jacks)
- 1952: Vater werden ist nicht schwer (Room for One More)
- 1953: Der Tolpatsch (The Caddy)
- 1953: Ein Lied, ein Kuß, ein Mädel (The Stars Are Singing)
- 1954: Der sympathische Hochstapler (Living It Up)
- 1955: Der Gangsterschreck (You’re Never Too Young)
- 1956: Die falsche Eva (The Birds and the Bees)
- 1956: Na, na, Fräulein Mutti! (Bundle of Joy)
- 1956: Wo Männer noch Männer sind (Pardners)
- 1957: Traum in Pink (The Fuzzy Pink Nightgown)
- 1958: Der Zwiebelkopf (Onionhead)
- 1959: Keiner verlässt das Schiff! (Don’t Give Up the Ship)
- 1960: Café Europa (G. I. Blues)
- 1960: Besuch auf einem kleinen Planeten (Visit to a Small Planet)
- 1961: Blaues Hawaii (Blue Hawaii)
- 1961: All Hands on Deck
- 1962: Girls! Girls! Girls!
- 1962: Ob blond – ob braun (It Happened at the World’s Fair)
- 1963: Im Paradies ist der Teufel los (Palm Springs Weekend)
- 1964: Cowboy-Melodie (Tickle Me)
- 1965: Dr. Goldfoot und seine Bikini-Maschine (Dr. Goldfoot and the Bikini Machine)
- 1965: Sergeant Dead Head
- 1966: Sag niemals ja (Spinout)
- 1967: Zoff für zwei (Double Trouble)
- 1968: Speedway
- 1968: Liebling, laß das Lügen (Live a Little, Love a Little)